# Didemnum stilense
Didemnum stilense is een zakpijpensoort uit de familie van de Didemnidae. De wetenschappelijke naam van de soort is voor het eerst geldig gepubliceerd in 1934 door Michaelsen.